# Проспект Победы (Челябинск)
Проспе́кт Побе́ды — самая длинная (свыше 12 км) улица Челябинска, крупная транспортная артерия, проходящая по Тракторозаводскому, Калининскому и Курчатовскому районам города. Проспект образован 9 мая 1965 объединением улиц Солнечной и Выборной. Проспект Победы также лидирует по количеству строений, находящихся на одной улице города. Последний номер дома по Проспекту Победы — 400, по этому адресу находится пожарная часть № 11.

## Достопримечательности

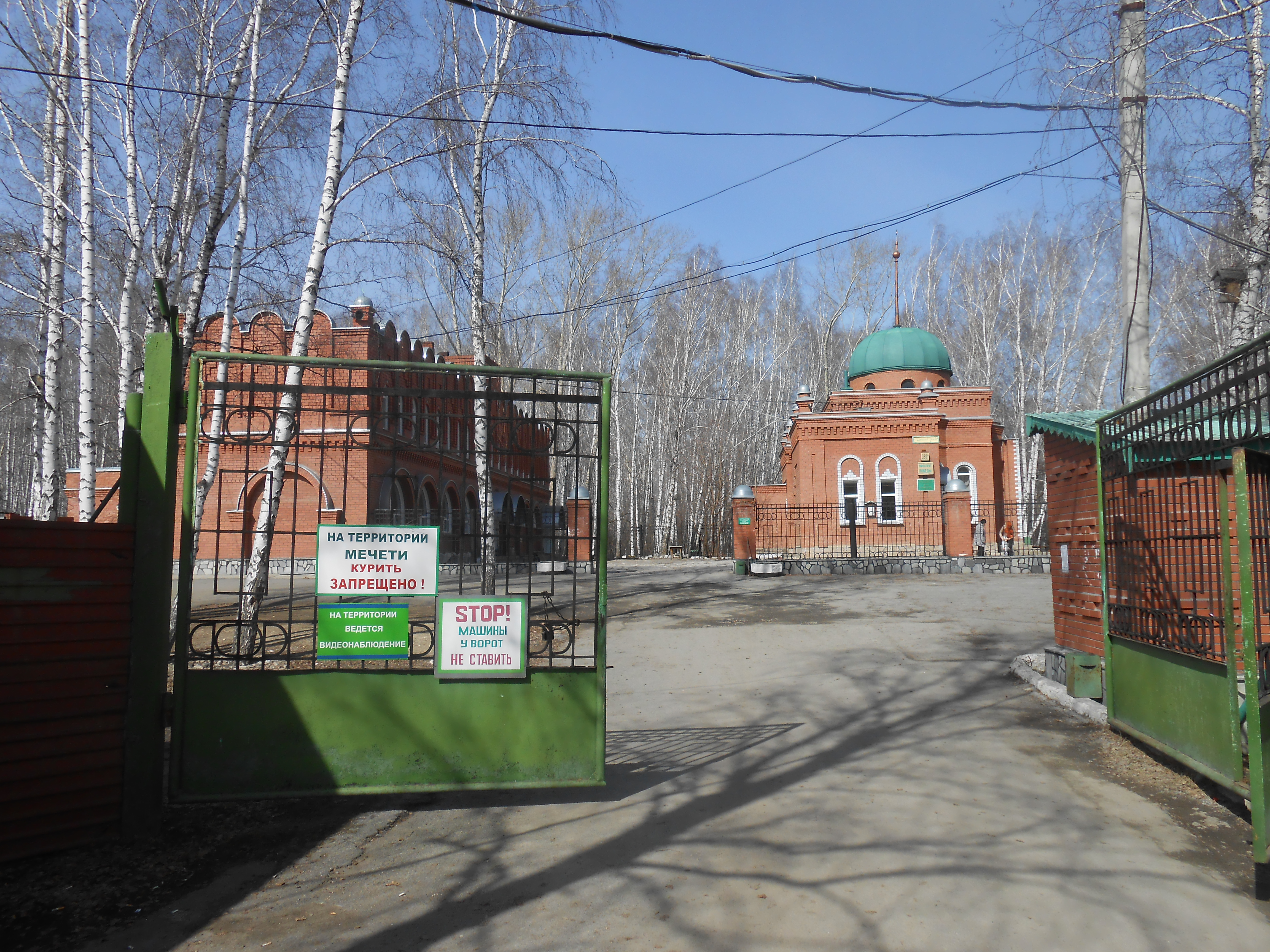
Мечеть Исмагила (Красная мечеть), пр. Победы, 398А

- По инициативе «Блокадного братства» на Ленинградском мосту в 1999 году был установлен памятный знак, посвященный жителям Ленинграда, эвакуированным в годы Великой Отечественной войны в Челябинск, для работы на местных предприятиях, в частности на Кировском заводе.[1][2]
- На пересечении улиц Молодогвардейцев и проспекта Победы установлен памятник «Гаубица М-30», посвященный труженикам тыла Челябинска.[3]
- На пересечении проспекта Победы и улицы Кыштымская в 2005 году был открыт памятник «Сестричка». Скульптура изображает молодую женщину, медсестру.[4]

## Роль в инфраструктуре города

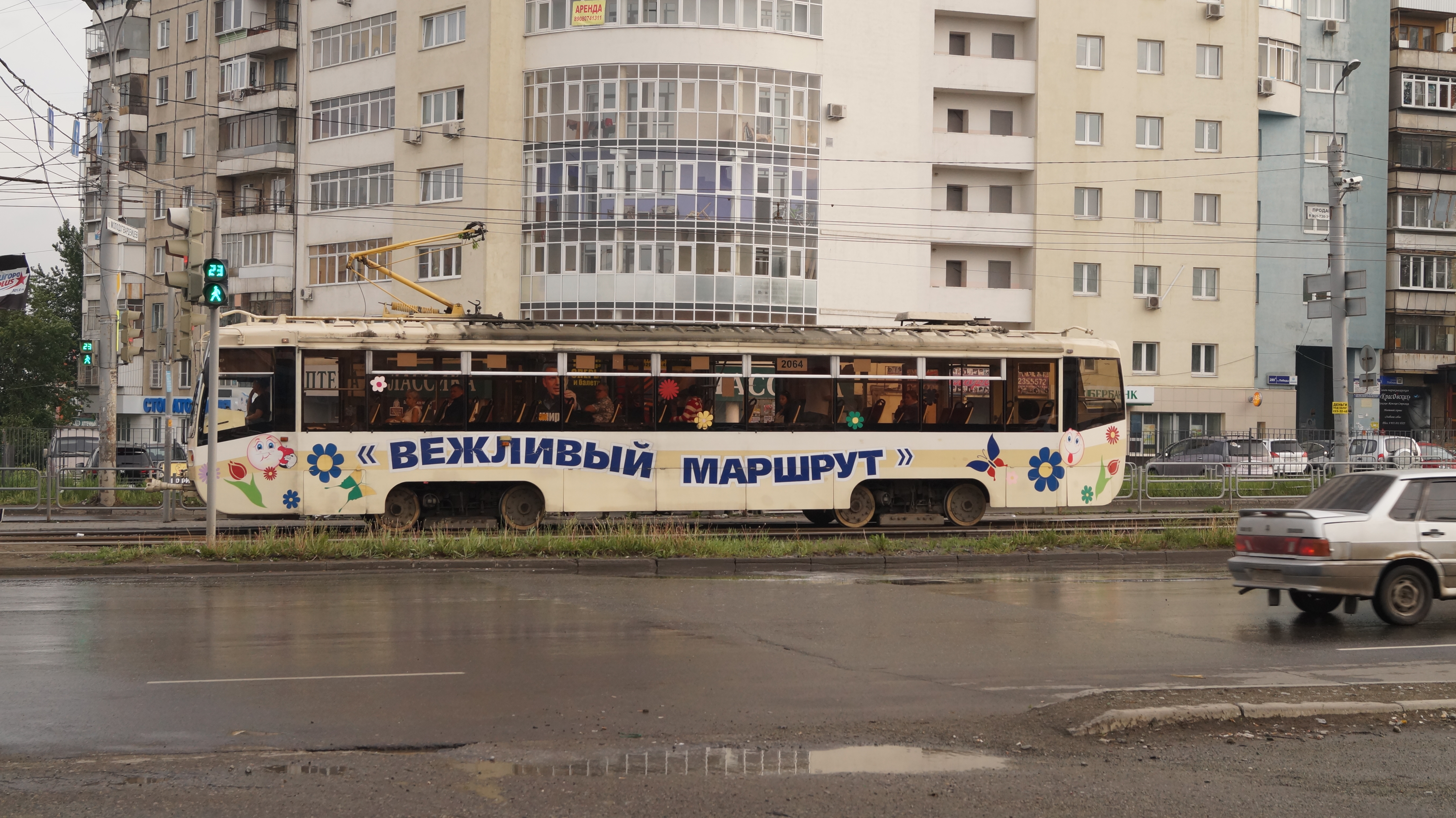
Трамвай по Проспекту Победы в городе Челябинске.

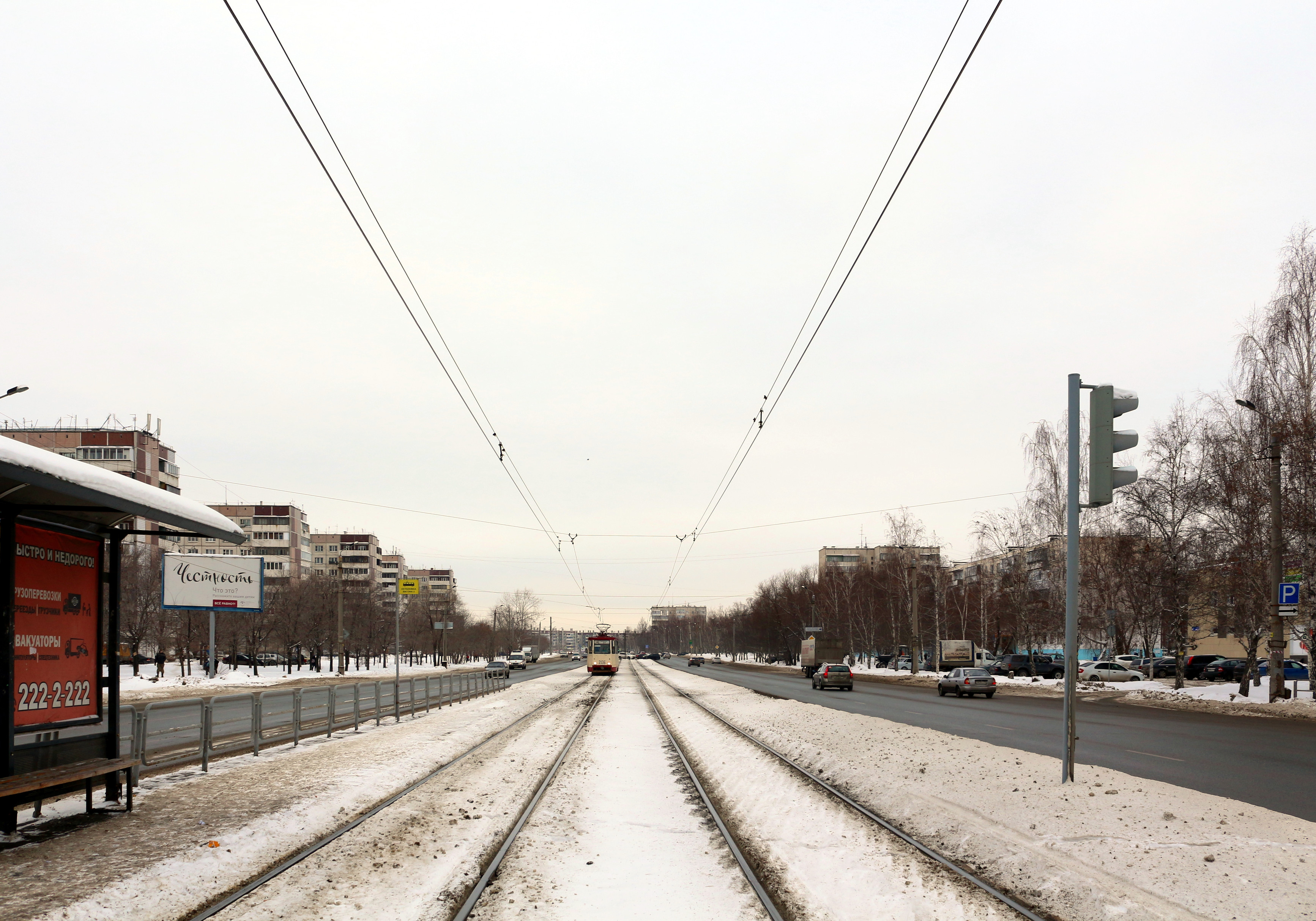
Трамвайные пути на Проспекте Победы

- Проспект Победы является одной из самых крупных транспортных артерий Челябинска. По всей длине проспекта Победы курсирует общественный транспорт: автобус, маршрутное такси и трамвай (кроме восточного участка протяжённостью 2 км). Трамвайное движение здесь — самое насыщенное в городе (6 маршрутов). От Свердловского проспекта до улицы 40 лет Победы (6 км) работают только трамваи, остальные виды общественного транспорта — по соседним улицам. На проспекте Победы в будущем будут размещены станции первой очереди строящегося метрополитена: «Проспект Победы», «Курчатовская», «Молодёжная» и «Северо-Западная».[5]
- На улице находятся крупные торговые и офисные центры.
- По адресу проспект Победы, д.287 находится Областная клиническая больница № 3.[6]